# Embankment (metrostation)
Embankment is een station van de metro van Londen aan de Circle Line, District Line, Bakerloo Line en Northern Line. Het station is geopend in 1870.
Het station ligt onder Hungerford Bridge via welke de zuidelijke oever van de Theems (Thames) en de Royal Festival Hall bereikt kunnen worden. Het station ligt aan het Thames Embankment en nabij Trafalgar Square en Strand.

## Metropolitan District Railway
Op 30 mei 1870 opende de Metropolitan District Railway (MDR) het station als onderdeel van de verlenging van haar lijn naar het oosten tot Blackfriars. Het station kreeg de naam Charing Cross als verwijzing naar het boven gelegen Station London Charing Cross. De verlenging, waaronder het station, werd gebouwd volgens de openbouwput methode in samenhang met het Victoria Embankment.  De lijn werd aan beide uiteinden verlengd en in 1884 werd, in samenwerking met de Metropolitan Line, de cirkel om de binnenstad gesloten. Het aantal reizigers groeide gestaag en om deze drukte op te vangen stelde de MDR voor om een expresslijn te bouwen. Onder het bestaande traject moest een geboorde oost-west tunnel komen tussen Gloucester Road en Mansion House, waarbij Charing Cross het enige tussenstation zou zijn. In 1897 verleende het parlement toestemming voor de bouw. De uitvoering kwam er, op een ondergrondse perrontunnel bij South Kensington na, echter niet meer van. In 1949 werd de circle line geformaliseerd en verscheen ze met de kleur geel als zelfstandige lijn op de kaart.

## Yerkes Groep

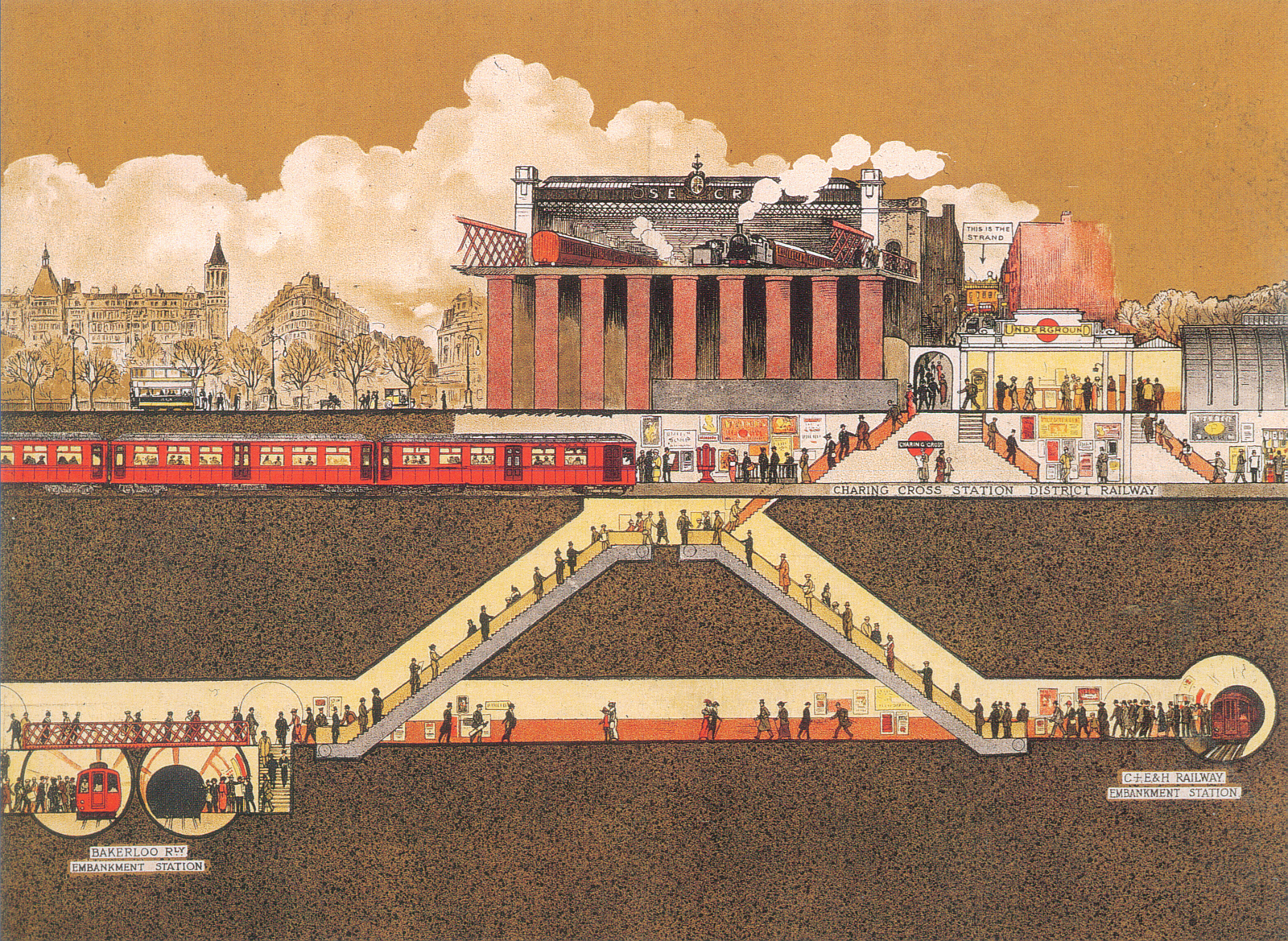
Doorsnee van het station in 1914, gezien uit het zuiden

Door de opening van de Central London Railway in de zomer van 1900 werden zowel de District als de Metropolitan genoodzaakt om stappen te zetten naar elektrificatie teneinde klanten te behouden. Na een aantal proeven viel het oog op een bovenleiding van het Hongaarse wisselstroomsysteem van Ganz. Korte tijd later werd de District echter opgekocht door de Amerikaanse ondernemer Charles Yerkes en verdwenen zowel het plan voor bovenleiding als dat voor de oost-west tunnel van het toneel. Naast de District kocht Yerkes ook drie in aanbouw zijnde lijnen met geboorde tunnels, namelijk de Baker Street and Waterloo Railway (BS&WR), de Great Northern, Piccadilly and Brompton Railway (GNP&BR) en de Charing Cross, Euston and Hampstead Railway (CCE&HR). Hij kwam ook met een elektrificatie met stroomrails in plaats van bovenleiding, die in de geboorde tunnels kon worden toegepast. De GNP&BR kon dienen als extra capaciteit in oost-west richting waarmee de deep-level District verviel. De andere twee geboorde lijnen, in noord-zuid richting, zouden Charing Cross wel aandoen.

## Benaming
Het station werd geopend met de naam Charing Cross, de naam Embankment werd voor het eerst gebruikt voor het diepgelegen station van de BS&WR dat op 10 maart 1906 werd geopend onder de naam Embankment. Op 6 april 1914 kwam het perron aan de zuidelijke eindlus van de CCE & HR gereed en kregen beide diep gelegen stations de naam Charing Cross (Embankment).  Op 9 mei 1915 kregen de diep gelegen stations ook de naam Charing Cross. De naam Embankment verscheen pas weer in 1974 in het kader van de bouw van de Jubilee Line. De naam Charing Cross zou gebruikt gaan worden voor het eindpunt van de nieuwe lijn bij het gelijknamige spoorwegstation. Het station aan de Thames kreeg op 4 augustus 1974 de naam Charing Cross Embankment. Na een overgangstijd van twee jaar werd op 12 september 1976 Charing Cross uit de naam verwijderd en sindsdien heet het station Embankment.

## Mind the Gap
Deze bekende mededeling is te danken aan het perron van de Northern Line dat voor het verkeer naar het noorden in een bocht ligt. Hierdoor sluit het perron in het midden van de rijtuigen niet aan op het perron en moeten reizigers die daar in en uit stappen een sleuf over. De reizigers worden hier voor gewaarschuwd met het omroepbericht “Mind the Gap”. Deze situatie is te danken aan het feit dat de treinen, tot de verlenging naar het zuiden in 1926, hier niet kopmaakten maar via een lus omkeerden voor de terugrit naar het noorden.    

## Galerij

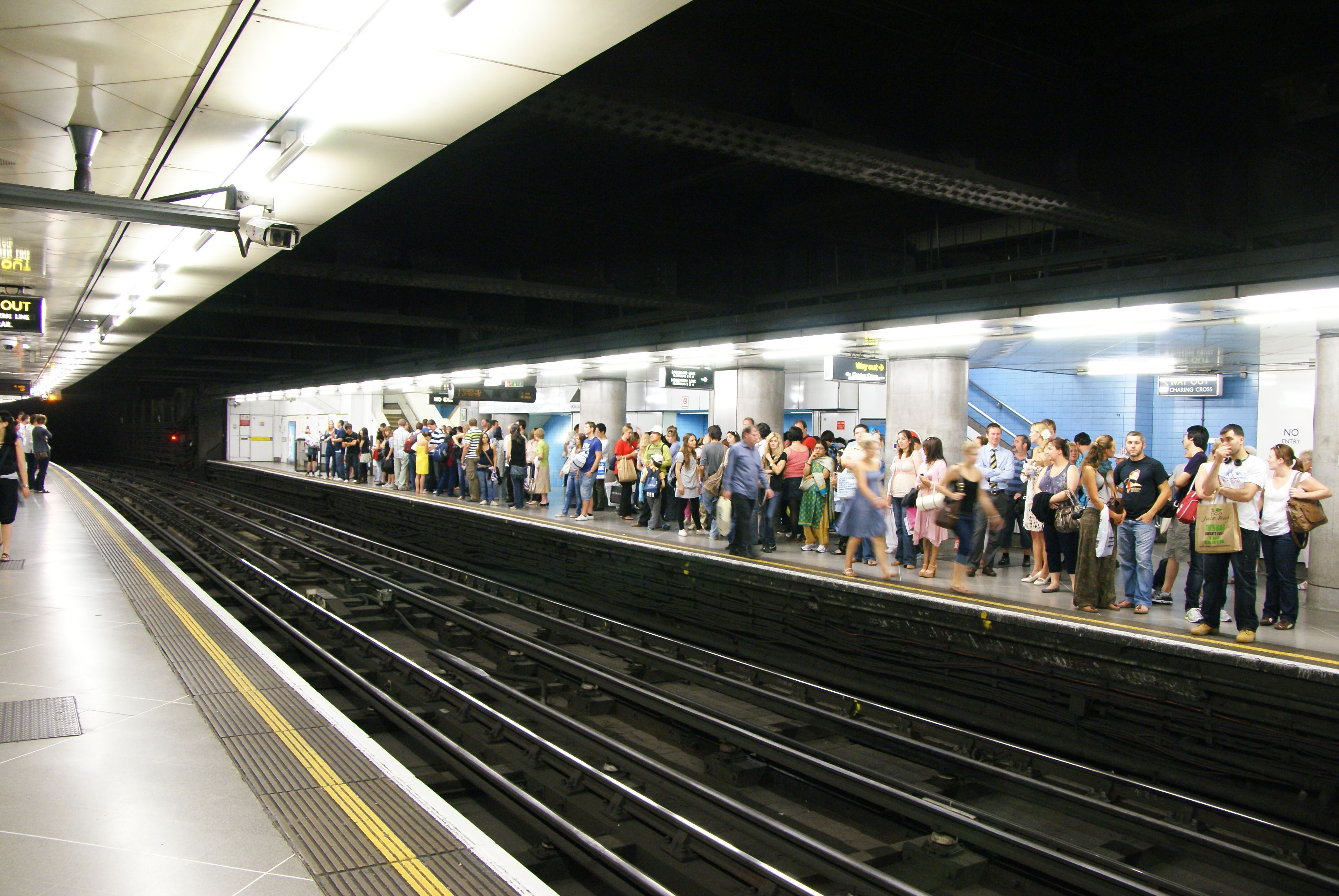
De perrons van de District en Circle Line
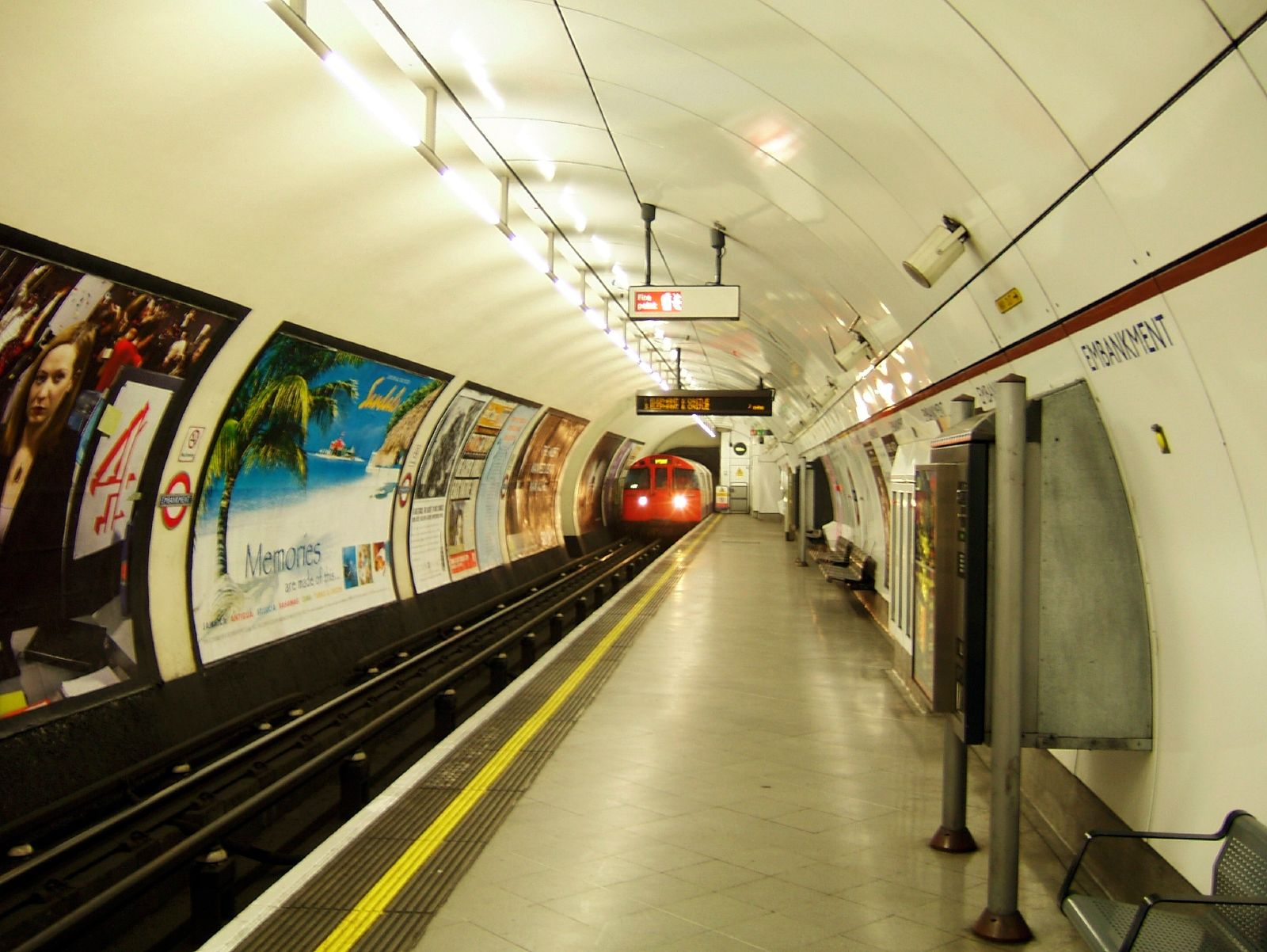
Perron van de Bakerloo Line
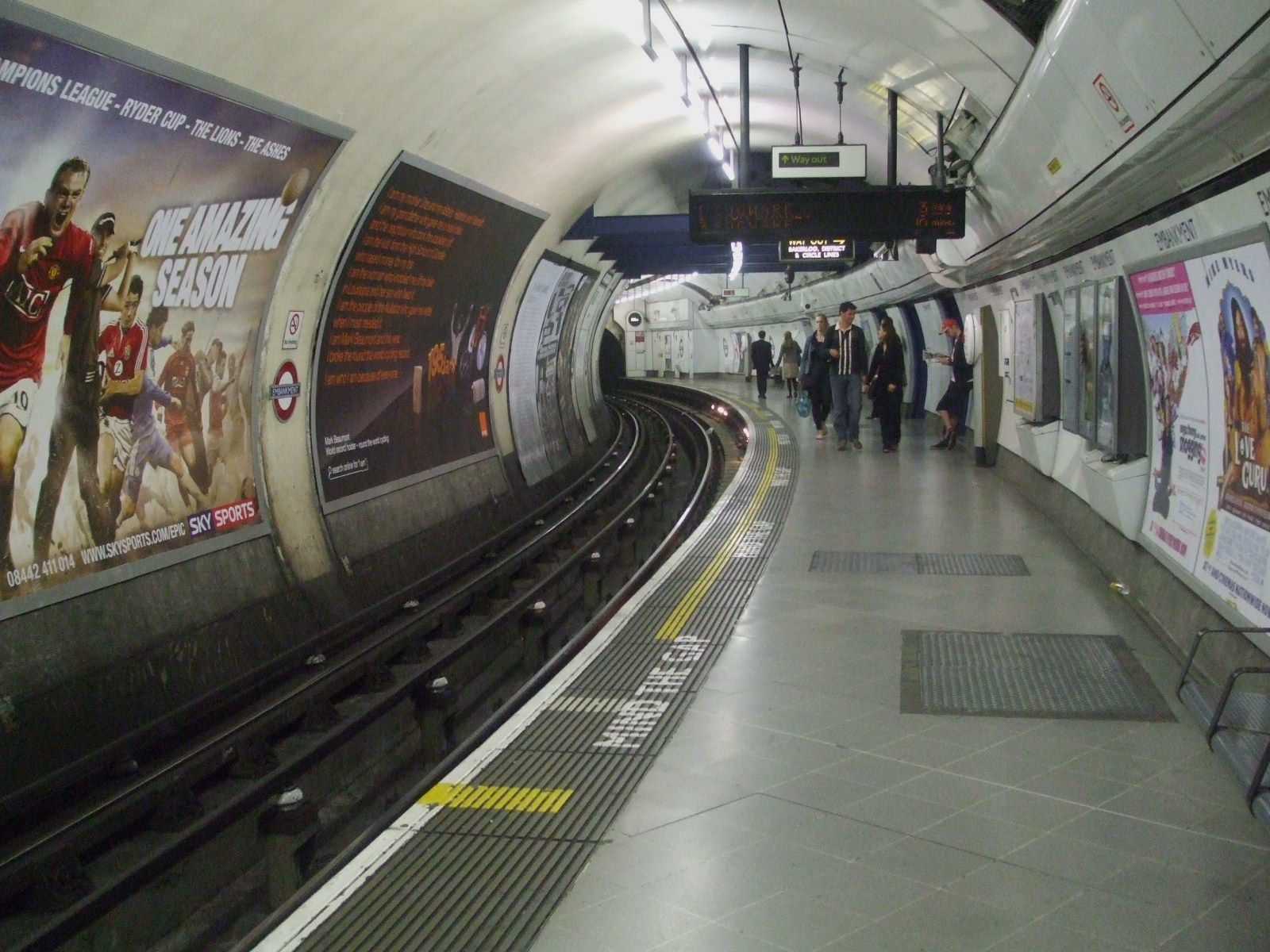
Het gebogen perron van de Northern Line

Harrow & Wealdstone ·
Kenton ·
South Kenton ·
North Wembley ·
Wembley Central ·
Stonebridge park ·
Harlesden ·
Willesden Junction ·
Kensal Green ·
Queen's Park ·
Kilburn Park ·
Maida Vale ·
Warwick Avenue ·
Paddington ·
Edgware Road ·
Marylebone ·
Baker Street ·
Regent's Park ·
Oxford Circus ·
Piccadilly Circus ·
Charing Cross ·
Embankment ·
Waterloo ·
Lambeth North ·
Elephant & Castle
Hammersmith · 
Goldhawk Road · 
Shepherd's Bush Market · 
Wood Lane · 
Latimer Road · 
Ladbroke Grove · 
Westbourne Park · 
Royal Oak · 
Paddington · 
Edgware Road · 
Baker Street · 
Great Portland Street · 
Euston Square · 
King's Cross St. Pancras · 
Farringdon · 
Barbican · 
Moorgate · 
Liverpool Street · 
Aldgate · 
Tower Hill · 
Monument · 
Cannon Street · 
Mansion House · 
Blackfriars · 
Temple · 
Embankment · 
Westminster · 
St. James's Park · 
Victoria · 
Sloane Square · 
South Kensington · 
Gloucester Road · 
High Street Kensington · 
Notting Hill Gate · 
Bayswater · 
Paddington · 
Edgware Road